# Il potestà di Colognole
Il potestà di Colognole és una òpera de Jacopo Melani sobre un llibret de Giovanni Andrea Moniglia estrenada el 7 de febrer del 1657 al Teatro alla Pergola de Florència. El 1661 va ser represa al Teatro del Cocomero.
Es va reestrenar el 1673 a Bolonya com La Tancia. Il pazzo per forza.